# Élections cantonales de 1992 en Meurthe-et-Moselle
Les élections cantonales ont eu lieu les 22 et 29 mars 1992.
Lors de ces élections, 21 des 44 cantons de Meurthe-et-Moselle ont été renouvelés. Elles ont vu la reconduction de la majorité UDF dirigée par Jacques Baudot, président du conseil général depuis 1988.

## Résultats à l’échelle du département
Répartition départementale des résultats (2e tour).
- PCF (14,72 %)
- PS (26,11 %)
- Verts (0,6 %)
- RPR (10,73 %)
- UDF (36,74 %)
- DVD (10,2 %)
- FN (0,89 %)

| Étiquette      | Étiquette                          | Premier tour | Premier tour | Second tour | Second tour | Sièges |
| Étiquette      | Étiquette                          | Voix         | %            | Voix        | %           | Sièges |
| -------------- | ---------------------------------- | ------------ | ------------ | ----------- | ----------- | ------ |
|                | Parti socialiste                   | 24 118       | 17,43        | 25 082      | 26,11       | 2      |
|                | Parti communiste français          | 18 546       | 13,41        | 14 141      | 14,72       | 4      |
|                | Majorité présidentielle            | 478          | 0,35         |             |             |        |
|                | Parti radical de gauche            | 262          | 0,19         |             |             |        |
|                | Extrême gauche                     | 133          | 0,10         |             |             |        |
| Gauche         | Gauche                             | 43 537       | 31,48        | 39 223      | 40,83       | 6      |
|                |                                    |              |              |             |             |        |
|                | Union pour la démocratie française | 42 149       | 30,47        | 35 290      | 36,74       | 13     |
|                | Front national                     | 16 431       | 11,88        | 858         | 0,89        | 0      |
|                | Rassemblement pour la République   | 9 041        | 6,54         | 10 303      | 10,73       | 0      |
|                | Divers droite                      | 7 416        | 5,36         | 9 800       | 10,20       | 2      |
|                | Extrême droite                     | 216          | 0,16         |             |             |        |
| Droite         | Droite                             | 75 253       | 54,41        | 56 251      | 58,56       | 15     |
|                |                                    |              |              |             |             |        |
|                | Les Verts                          | 12 290       | 8,88         | 574         | 0,60        | 0      |
|                | Génération écologie                | 7 260        | 5,25         |             |             |        |
| Écologistes    | Écologistes                        | 19 550       | 14,13        | 574         | 0,60        | 0      |
|                |                                    |              |              |             |             |        |
| Inscrits       | Inscrits                           | 222 154      | 100,00       | 196 810     | 100,00      |        |
| Abstention     | Abstention                         | 76 221       | 34,31        | 92 737      | 47,12       |        |
| Votants        | Votants                            | 145 933      | 65,69        | 104 073     | 52,88       |        |
| Blancs et nuls | Blancs et nuls                     | 7 593        | 5,20         | 8 025       | 7,71        |        |
| Exprimés       | Exprimés                           | 138 340      | 94,80        | 96 048      | 92,29       |        |

## Résultats par canton

### Canton d'Arracourt
| Candidats      | Candidats          | Étiquette      | Premier tour | Premier tour |
| Candidats      | Candidats          | Étiquette      | Voix         | %            |
| -------------- | ------------------ | -------------- | ------------ | ------------ |
|                | Jacques Marchal*   | UDF            | 432          | 54,00        |
|                | Bernard Lacresse   | PS             | 116          | 14,50        |
|                | Jean-Pierre Pelot  | FN             | 101          | 12,63        |
|                | Francois Geremia   | Verts          | 73           | 9,13         |
|                | Pierre Grall       | PS             | 68           | 8,50         |
|                | Pierrette Ketterer | PCF            | 10           | 1,25         |
|                |                    |                |              |              |
| Inscrits       | Inscrits           | Inscrits       | 1 130        | 100,00       |
| Abstention     | Abstention         | Abstention     | 266          | 23,54        |
| Votants        | Votants            | Votants        | 864          | 76,46        |
| Blancs et nuls | Blancs et nuls     | Blancs et nuls | 64           | 7,41         |
| Exprimés       | Exprimés           | Exprimés       | 800          | 92,59        |

*sortant

### Canton d'Audun-le-Roman
| Candidats      | Candidats        | Étiquette      | Premier tour | Premier tour | Second tour | Second tour |
| Candidats      | Candidats        | Étiquette      | Voix         | %            | Voix        | %           |
| -------------- | ---------------- | -------------- | ------------ | ------------ | ----------- | ----------- |
|                | Hubert Deveze*   | PCF            | 2 991        | 34,01        | 3 561       | 44,33       |
|                | Christian Eckert | PS             | 1 784        | 20,29        | 2 209       | 27,50       |
|                | Jean-Marie Suk   | RPR            | 1 548        | 17,60        | 2 263       | 28,17       |
|                | Pierre Christal  | FN             | 1 232        | 14,01        |             |             |
|                | Nicole Kremser   | DVD            | 513          | 5,83         |             |             |
|                | Laurence Dussoge | Verts          | 421          | 4,79         |             |             |
|                | Jean-Paul Jardel | GE             | 305          | 3,47         |             |             |
|                |                  |                |              |              |             |             |
| Inscrits       | Inscrits         | Inscrits       | 14 229       | 100,00       | 14 224      | 100,00      |
| Abstention     | Abstention       | Abstention     | 4 842        | 34,03        | 5 669       | 39,86       |
| Votants        | Votants          | Votants        | 9 387        | 65,97        | 8 555       | 60,14       |
| Blancs et nuls | Blancs et nuls   | Blancs et nuls | 593          | 6,32         | 522         | 6,10        |
| Exprimés       | Exprimés         | Exprimés       | 8 794        | 93,68        | 8 033       | 93,90       |

*sortant

### Canton de Badonviller
| Candidats      | Candidats              | Étiquette      | Premier tour | Premier tour |
| Candidats      | Candidats              | Étiquette      | Voix         | %            |
| -------------- | ---------------------- | -------------- | ------------ | ------------ |
|                | Bernard Martin*        | UDF            | 908          | 50,50        |
|                | Yvon Colin             | PS             | 326          | 18,13        |
|                | Jacques Boulanger      | DVD            | 281          | 15,63        |
|                | Jean-Michel Szyanowski | FN             | 148          | 8,23         |
|                | Paulette Chanel        | Verts          | 87           | 4,84         |
|                | Jean-Pierre Guerin     | PCF            | 48           | 2,67         |
|                |                        |                |              |              |
| Inscrits       | Inscrits               | Inscrits       | 2 541        | 100,00       |
| Abstention     | Abstention             | Abstention     | 631          | 24,83        |
| Votants        | Votants                | Votants        | 1 910        | 75,17        |
| Blancs et nuls | Blancs et nuls         | Blancs et nuls | 112          | 5,86         |
| Exprimés       | Exprimés               | Exprimés       | 1 798        | 94,14        |

*sortant

### Canton de Blamont
| Candidats      | Candidats        | Étiquette      | Premier tour | Premier tour | Second tour | Second tour |
| Candidats      | Candidats        | Étiquette      | Voix         | %            | Voix        | %           |
| -------------- | ---------------- | -------------- | ------------ | ------------ | ----------- | ----------- |
|                | Claude Boura     | UDF            | 1 284        | 40,98        | 1 781       | 67,87       |
|                | André Chevreau   | RPR            | 671          | 21,42        | 843         | 32,13       |
|                | Jean-Paul Martin | PS             | 362          | 11,55        |             |             |
|                | Clément Wittmann | Verts          | 249          | 7,95         |             |             |
|                | Dominique David  | FN             | 248          | 7,92         |             |             |
|                | Dominique Marin  | EXD            | 152          | 4,85         |             |             |
|                | André Villetelle | GE             | 115          | 3,67         |             |             |
|                | Bernard Maurice  | PCF            | 52           | 1,66         |             |             |
|                |                  |                |              |              |             |             |
| Inscrits       | Inscrits         | Inscrits       | 4 429        | 100,00       | 4 430       | 100,00      |
| Abstention     | Abstention       | Abstention     | 1 063        | 24,00        | 1 453       | 32,80       |
| Votants        | Votants          | Votants        | 3 366        | 76,00        | 2 977       | 67,20       |
| Blancs et nuls | Blancs et nuls   | Blancs et nuls | 233          | 6,92         | 353         | 11,86       |
| Exprimés       | Exprimés         | Exprimés       | 3 133        | 93,08        | 2 624       | 88,14       |

### Canton de Colombey-les-Belles
| Candidats      | Candidats         | Étiquette      | Premier tour | Premier tour | Second tour | Second tour |
| Candidats      | Candidats         | Étiquette      | Voix         | %            | Voix        | %           |
| -------------- | ----------------- | -------------- | ------------ | ------------ | ----------- | ----------- |
|                | Michel Dinet*     | PS             | 1 819        | 49,35        | 2 043       | 58,66       |
|                | Jean-Noël Roussel | UDF            | 1 082        | 29,35        | 1 440       | 41,34       |
|                | Francois Tribout  | FN             | 385          | 10,44        |             |             |
|                | Raynald Rigolot   | GE             | 145          | 3,93         |             |             |
|                | Eric Crepin       | Verts          | 122          | 3,31         |             |             |
|                | Henri Racaud      | DVD            | 95           | 2,58         |             |             |
|                | Pierre Guillaume  | PCF            | 38           | 1,03         |             |             |
|                |                   |                |              |              |             |             |
| Inscrits       | Inscrits          | Inscrits       | 5 122        | 100,00       | 5 120       | 100,00      |
| Abstention     | Abstention        | Abstention     | 1 256        | 24,52        | 1 463       | 28,57       |
| Votants        | Votants           | Votants        | 3 866        | 75,48        | 3 657       | 71,43       |
| Blancs et nuls | Blancs et nuls    | Blancs et nuls | 180          | 4,66         | 174         | 4,76        |
| Exprimés       | Exprimés          | Exprimés       | 3 686        | 95,34        | 3 483       | 95,24       |

*sortant

### Canton de Conflans-en-Jarnisy
| Candidats      | Candidats         | Étiquette      | Premier tour | Premier tour |
| Candidats      | Candidats         | Étiquette      | Voix         | %            |
| -------------- | ----------------- | -------------- | ------------ | ------------ |
|                | Philippe Nachbar* | UDF            | 5 235        | 56,20        |
|                | Michel Gilles     | PCF            | 1 772        | 19,02        |
|                | Danielle Angster  | FN             | 692          | 7,43         |
|                | Anick Winter      | Verts          | 686          | 7,36         |
|                | Louise Mediha     | PS             | 679          | 7,29         |
|                | Roland Fafet      | GE             | 251          | 2,69         |
|                |                   |                |              |              |
| Inscrits       | Inscrits          | Inscrits       | 13 846       | 100,00       |
| Abstention     | Abstention        | Abstention     | 4 104        | 29,64        |
| Votants        | Votants           | Votants        | 9 742        | 70,36        |
| Blancs et nuls | Blancs et nuls    | Blancs et nuls | 427          | 4,38         |
| Exprimés       | Exprimés          | Exprimés       | 9 315        | 95,62        |

*sortant

### Canton d'Haroué
| Candidats      | Candidats             | Étiquette      | Premier tour | Premier tour | Second tour | Second tour |
| Candidats      | Candidats             | Étiquette      | Voix         | %            | Voix        | %           |
| -------------- | --------------------- | -------------- | ------------ | ------------ | ----------- | ----------- |
|                | Jean Enel*            | UDF            | 1 875        | 47,22        | 2 009       | 57,30       |
|                | Marie-Evelyne Pierson | PS             | 842          | 21,20        | 923         | 26,33       |
|                | Michel Claire         | Verts          | 629          | 15,84        | 574         | 16,37       |
|                | Daniel Rivot          | FN             | 625          | 15,74        | Retrait     | Retrait     |
|                |                       |                |              |              |             |             |
| Inscrits       | Inscrits              | Inscrits       | 5 895        | 100,00       | 5 894       | 100,00      |
| Abstention     | Abstention            | Abstention     | 1 632        | 27,68        | 2 156       | 36,58       |
| Votants        | Votants               | Votants        | 4 263        | 72,32        | 3 738       | 63,42       |
| Blancs et nuls | Blancs et nuls        | Blancs et nuls | 292          | 6,85         | 232         | 6,21        |
| Exprimés       | Exprimés              | Exprimés       | 3 971        | 93,15        | 3 506       | 93,79       |

*sortant

### Canton de Herserange
| Candidats      | Candidats          | Étiquette      | Premier tour | Premier tour | Second tour | Second tour |
| Candidats      | Candidats          | Étiquette      | Voix         | %            | Voix        | %           |
| -------------- | ------------------ | -------------- | ------------ | ------------ | ----------- | ----------- |
|                | Bogdan Politanski* | PCF            | 2 738        | 41,01        | 3 426       | 61,41       |
|                | Didier Remer       | RPR            | 1 261        | 18,89        | 2 153       | 38,59       |
|                | Jocelyn Bitoun     | PS             | 1 204        | 18,03        | Retrait     | Retrait     |
|                | Elias Seidowski    | Verts          | 741          | 11,10        |             |             |
|                | Christian Zatorski | FN             | 733          | 10,98        |             |             |
|                |                    |                |              |              |             |             |
| Inscrits       | Inscrits           | Inscrits       | 11 598       | 100,00       | 11 584      | 100,00      |
| Abstention     | Abstention         | Abstention     | 4 554        | 39,27        | 5 538       | 47,81       |
| Votants        | Votants            | Votants        | 7 044        | 60,73        | 6 046       | 52,19       |
| Blancs et nuls | Blancs et nuls     | Blancs et nuls | 367          | 5,21         | 467         | 7,72        |
| Exprimés       | Exprimés           | Exprimés       | 6 677        | 94,79        | 5 579       | 92,28       |

*sortant

### Canton de Homécourt
| Candidats      | Candidats            | Étiquette      | Premier tour | Premier tour | Second tour | Second tour |
| Candidats      | Candidats            | Étiquette      | Voix         | %            | Voix        | %           |
| -------------- | -------------------- | -------------- | ------------ | ------------ | ----------- | ----------- |
|                | Jean-Pierre Minella* | PCF            | 2 904        | 35,72        | 4 133       | 57,33       |
|                | Genevieve Janovec    | DVD            | 1 782        | 21,92        | 3 076       | 42,67       |
|                | Gérald Gil           | PS             | 1 276        | 15,69        | Retrait     | Retrait     |
|                | Jean Claire          | Verts          | 818          | 10,06        |             |             |
|                | Pierre Chapelle      | FN             | 759          | 9,33         |             |             |
|                | Nicole Strappazzon   | PCF            | 592          | 7,28         |             |             |
|                |                      |                |              |              |             |             |
| Inscrits       | Inscrits             | Inscrits       | 12 727       | 100,00       | 12 725      | 100,00      |
| Abstention     | Abstention           | Abstention     | 4 105        | 32,25        | 4 986       | 39,18       |
| Votants        | Votants              | Votants        | 8 622        | 67,75        | 7 739       | 60,82       |
| Blancs et nuls | Blancs et nuls       | Blancs et nuls | 491          | 5,69         | 530         | 6,85        |
| Exprimés       | Exprimés             | Exprimés       | 8 131        | 94,31        | 7 209       | 93,15       |

*sortant

### Canton de Jarville-la-Malgrange
| Candidats      | Candidats         | Étiquette      | Premier tour | Premier tour | Second tour | Second tour |
| Candidats      | Candidats         | Étiquette      | Voix         | %            | Voix        | %           |
| -------------- | ----------------- | -------------- | ------------ | ------------ | ----------- | ----------- |
|                | Charles Chone*    | UDF            | 4 220        | 44,63        | 4 812       | 64,13       |
|                | Daniel Cilla      | PS             | 1 435        | 15,18        | 2 691       | 35,87       |
|                | Berthe Brunet     | FN             | 1 325        | 14,01        |             |             |
|                | Isabelle Epron    | Verts          | 990          | 10,47        |             |             |
|                | Denis Gerwig      | GE             | 972          | 10,28        |             |             |
|                | Bertrand Gosselin | PCF            | 513          | 5,43         |             |             |
|                |                   |                |              |              |             |             |
| Inscrits       | Inscrits          | Inscrits       | 15 454       | 100,00       | 28 005      | 100,00      |
| Abstention     | Abstention        | Abstention     | 5 449        | 35,26        | 19 868      | 70,94       |
| Votants        | Votants           | Votants        | 10 005       | 64,74        | 8 137       | 29,06       |
| Blancs et nuls | Blancs et nuls    | Blancs et nuls | 550          | 5,50         | 634         | 7,79        |
| Exprimés       | Exprimés          | Exprimés       | 9 455        | 94,50        | 7 503       | 92,21       |

*sortant

### Canton de Laxou
| Candidats      | Candidats         | Étiquette      | Premier tour | Premier tour |
| Candidats      | Candidats         | Étiquette      | Voix         | %            |
| -------------- | ----------------- | -------------- | ------------ | ------------ |
|                | Jean Bernadaux*   | UDF            | 6 686        | 53,62        |
|                | Pierre Baumann    | PS             | 1 934        | 15,51        |
|                | Serge Alet        | FN             | 1 424        | 11,42        |
|                | Daniele Louis     | GE             | 1 096        | 8,79         |
|                | Robert Cordier    | Verts          | 919          | 7,37         |
|                | Christian Mathieu | PCF            | 411          | 3,30         |
|                |                   |                |              |              |
| Inscrits       | Inscrits          | Inscrits       | 20 350       | 100,00       |
| Abstention     | Abstention        | Abstention     | 7 388        | 36,30        |
| Votants        | Votants           | Votants        | 12 962       | 63,70        |
| Blancs et nuls | Blancs et nuls    | Blancs et nuls | 492          | 3,80         |
| Exprimés       | Exprimés          | Exprimés       | 12 470       | 96,20        |

*sortant

### Canton de Lunéville-Nord
| Candidats      | Candidats           | Étiquette      | Premier tour | Premier tour | Second tour | Second tour |
| Candidats      | Candidats           | Étiquette      | Voix         | %            | Voix        | %           |
| -------------- | ------------------- | -------------- | ------------ | ------------ | ----------- | ----------- |
|                | André Morel*        | UDF            | 2 532        | 45,65        | 2 784       | 57,28       |
|                | Jean-Claude de Sars | FN             | 963          | 17,36        | 858         | 17,65       |
|                | Gérard Legrand      | PS             | 921          | 16,60        | 1 218       | 25,06       |
|                | Pascal Kanitzer     | Verts          | 805          | 14,51        |             |             |
|                | Jean-Luc Mignon     | PCF            | 326          | 5,88         |             |             |
|                |                     |                |              |              |             |             |
| Inscrits       | Inscrits            | Inscrits       | 9 178        | 100,00       | 9 179       | 100,00      |
| Abstention     | Abstention          | Abstention     | 3 207        | 34,94        | 3 985       | 43,41       |
| Votants        | Votants             | Votants        | 5 971        | 65,06        | 5 194       | 56,59       |
| Blancs et nuls | Blancs et nuls      | Blancs et nuls | 424          | 7,10         | 334         | 6,43        |
| Exprimés       | Exprimés            | Exprimés       | 5 547        | 92,90        | 4 860       | 93,57       |

*sortant

### Canton de Nancy-Nord
| Candidats      | Candidats         | Étiquette      | Premier tour | Premier tour | Second tour | Second tour |
| Candidats      | Candidats         | Étiquette      | Voix         | %            | Voix        | %           |
| -------------- | ----------------- | -------------- | ------------ | ------------ | ----------- | ----------- |
|                | Claude Huriet*    | UDF            | 2 531        | 36,04        | 2 510       | 55,43       |
|                | Bernard Benigna   | UDF            | 1 107        | 15,76        | 2 018       | 44,57       |
|                | Gérard Bargoin    | FN             | 934          | 13,30        |             |             |
|                | Joseph Torrens    | PS             | 903          | 12,86        |             |             |
|                | Daniel Peytoureau | GE             | 642          | 9,14         |             |             |
|                | Denys Crolotte    | Verts          | 588          | 8,37         |             |             |
|                | Marc Benoit       | PCF            | 318          | 4,53         |             |             |
|                |                   |                |              |              |             |             |
| Inscrits       | Inscrits          | Inscrits       | 12 243       | 100,00       | 12 243      | 100,00      |
| Abstention     | Abstention        | Abstention     | 4 930        | 40,27        | 7 040       | 57,50       |
| Votants        | Votants           | Votants        | 7 313        | 59,73        | 5 203       | 42,50       |
| Blancs et nuls | Blancs et nuls    | Blancs et nuls | 290          | 3,97         | 675         | 12,97       |
| Exprimés       | Exprimés          | Exprimés       | 7 023        | 96,03        | 4 528       | 87,03       |

*sortant

### Canton de Nancy-Sud
| Candidats      | Candidats         | Étiquette      | Premier tour | Premier tour | Second tour | Second tour |
| Candidats      | Candidats         | Étiquette      | Voix         | %            | Voix        | %           |
| -------------- | ----------------- | -------------- | ------------ | ------------ | ----------- | ----------- |
|                | Jacques Baudot*   | UDF            | 4 637        | 47,28        | 5 097       | 70,44       |
|                | Jean-Louis Dupont | PS             | 1 521        | 15,51        | 2 139       | 29,56       |
|                | Renaud Bertin     | FN             | 1 367        | 13,94        |             |             |
|                | Philippe Louis    | GE             | 1 120        | 11,42        |             |             |
|                | Jean-Louis Simek  | Verts          | 804          | 8,20         |             |             |
|                | Eskill Adenot     | PCF            | 358          | 3,65         |             |             |
|                |                   |                |              |              |             |             |
| Inscrits       | Inscrits          | Inscrits       | 16 808       | 100,00       | 16 808      | 100,00      |
| Abstention     | Abstention        | Abstention     | 6 571        | 39,09        | 9 000       | 53,55       |
| Votants        | Votants           | Votants        | 10 237       | 60,91        | 7 808       | 46,45       |
| Blancs et nuls | Blancs et nuls    | Blancs et nuls | 430          | 4,20         | 572         | 7,33        |
| Exprimés       | Exprimés          | Exprimés       | 9 807        | 95,80        | 7 236       | 92,67       |

*sortant

### Canton de Nomeny
| Candidats      | Candidats           | Étiquette      | Premier tour | Premier tour | Second tour | Second tour |
| Candidats      | Candidats           | Étiquette      | Voix         | %            | Voix        | %           |
| -------------- | ------------------- | -------------- | ------------ | ------------ | ----------- | ----------- |
|                | Roland Mentre       | DVD            | 1 229        | 28,84        | 1 720       | 41,16       |
|                | Jean-Yves Duchesne  | DVD            | 1 068        | 25,06        | 1 315       | 31,47       |
|                | Eugène Bernard      | PS             | 691          | 16,21        | 1 144       | 27,37       |
|                | Régis Pottier       | FN             | 392          | 9,20         |             |             |
|                | Francis Nicolas     | Verts          | 379          | 8,89         |             |             |
|                | Jacques Florentin   | PRG            | 262          | 6,15         |             |             |
|                | Gilbert Bauquel     | PCF            | 177          | 4,15         |             |             |
|                | Véronique Mouchette | EXD            | 64           | 1,50         |             |             |
|                |                     |                |              |              |             |             |
| Inscrits       | Inscrits            | Inscrits       | 6 169        | 100,00       | 6 168       | 100,00      |
| Abstention     | Abstention          | Abstention     | 1 691        | 27,41        | 1 814       | 29,41       |
| Votants        | Votants             | Votants        | 4 478        | 72,59        | 4 354       | 70,59       |
| Blancs et nuls | Blancs et nuls      | Blancs et nuls | 216          | 4,82         | 175         | 4,02        |
| Exprimés       | Exprimés            | Exprimés       | 4 262        | 95,18        | 4 179       | 95,98       |

### Canton de Pont-à-Mousson
| Candidats      | Candidats          | Étiquette      | Premier tour | Premier tour | Second tour | Second tour |
| Candidats      | Candidats          | Étiquette      | Voix         | %            | Voix        | %           |
| -------------- | ------------------ | -------------- | ------------ | ------------ | ----------- | ----------- |
|                | André Robert       | PS             | 1 642        | 21,51        | 2 859       | 43,66       |
|                | Robert Portelance  | DVD            | 1 401        | 18,35        | 3 689       | 56,34       |
|                | Jeannine Massart   | FN             | 1 001        | 13,11        |             |             |
|                | Evelyne Gareaux    | UDF            | 993          | 13,01        |             |             |
|                | Jean-Claude Vagner | RPR            | 855          | 11,20        |             |             |
|                | Jean-Pierre Maurer | GE             | 529          | 6,93         |             |             |
|                | Jean-Yves Fornalik | Verts          | 449          | 5,88         |             |             |
|                | Gérard Lallemand   | DVD            | 283          | 3,71         |             |             |
|                | Martial Bernard    | PCF            | 266          | 3,48         |             |             |
|                | Gérard Chol        | DVD            | 215          | 2,82         |             |             |
|                |                    |                |              |              |             |             |
| Inscrits       | Inscrits           | Inscrits       | 12 726       | 100,00       | 12 724      | 100,00      |
| Abstention     | Abstention         | Abstention     | 4 687        | 36,83        | 5 630       | 44,25       |
| Votants        | Votants            | Votants        | 8 039        | 63,17        | 7 094       | 55,75       |
| Blancs et nuls | Blancs et nuls     | Blancs et nuls | 405          | 5,04         | 546         | 7,70        |
| Exprimés       | Exprimés           | Exprimés       | 7 634        | 94,96        | 6 548       | 92,30       |

### Canton de Saint-Nicolas-de-Port
| Candidats      | Candidats         | Étiquette      | Premier tour | Premier tour | Second tour | Second tour |
| Candidats      | Candidats         | Étiquette      | Voix         | %            | Voix        | %           |
| -------------- | ----------------- | -------------- | ------------ | ------------ | ----------- | ----------- |
|                | Gilles Aubert*    | RPR            | 4 082        | 35,48        | 5 044       | 49,47       |
|                | Robert Blaise     | PS             | 3 276        | 28,47        | 5 152       | 50,53       |
|                | Bernard Haagen    | Verts          | 1 296        | 11,26        |             |             |
|                | Christian Godfroy | FN             | 1 252        | 10,88        |             |             |
|                | Guy Pazzogna      | GE             | 948          | 8,24         |             |             |
|                | Pierre Thomassin  | PCF            | 651          | 5,66         |             |             |
|                |                   |                |              |              |             |             |
| Inscrits       | Inscrits          | Inscrits       | 19 042       | 100,00       | 19 042      | 100,00      |
| Abstention     | Abstention        | Abstention     | 6 896        | 36,21        | 8 068       | 42,37       |
| Votants        | Votants           | Votants        | 12 146       | 63,79        | 10 974      | 57,63       |
| Blancs et nuls | Blancs et nuls    | Blancs et nuls | 641          | 5,28         | 778         | 7,09        |
| Exprimés       | Exprimés          | Exprimés       | 11 505       | 94,72        | 10 196      | 92,91       |

*sortant

### Canton de Thiaucourt-Regniéville
| Candidats      | Candidats         | Étiquette      | Premier tour | Premier tour | Second tour | Second tour |
| Candidats      | Candidats         | Étiquette      | Voix         | %            | Voix        | %           |
| -------------- | ----------------- | -------------- | ------------ | ------------ | ----------- | ----------- |
|                | Jean-Louis Cossin | UDF            | 794          | 37,86        | 1 108       | 59,41       |
|                | Maurice Chaupré*  | UDF            | 563          | 26,85        | 757         | 40,59       |
|                | Jean Bernard      | PS             | 286          | 13,64        |             |             |
|                | Didier Fririon    | Verts          | 239          | 11,40        |             |             |
|                | Bruno Dupuis      | FN             | 215          | 10,25        |             |             |
|                |                   |                |              |              |             |             |
| Inscrits       | Inscrits          | Inscrits       | 2 993        | 100,00       | 2 991       | 100,00      |
| Abstention     | Abstention        | Abstention     | 803          | 26,83        | 986         | 32,97       |
| Votants        | Votants           | Votants        | 2 190        | 73,17        | 2 005       | 67,03       |
| Blancs et nuls | Blancs et nuls    | Blancs et nuls | 93           | 4,25         | 140         | 6,98        |
| Exprimés       | Exprimés          | Exprimés       | 2 097        | 95,75        | 1 865       | 93,02       |

*sortant

### Canton de Tomblaine
| Candidats      | Candidats            | Étiquette      | Premier tour | Premier tour | Second tour | Second tour |
| Candidats      | Candidats            | Étiquette      | Voix         | %            | Voix        | %           |
| -------------- | -------------------- | -------------- | ------------ | ------------ | ----------- | ----------- |
|                | Frédéric Jehl*       | UDF            | 2 809        | 29,71        | 4 246       | 55,12       |
|                | Hervé Feron          | PS             | 1 729        | 18,28        | 3 457       | 44,88       |
|                | Claude Baumann       | PCF            | 1 369        | 14,48        |             |             |
|                | Jean Rauscher        | FN             | 1 251        | 13,23        |             |             |
|                | Jean-Yves Klos       | GE             | 859          | 9,08         |             |             |
|                | Jean-Paul Cantineaux | Verts          | 757          | 8,01         |             |             |
|                | Jean Toussaint       | DVD            | 549          | 5,81         |             |             |
|                | Fabienne Marchal     | EXG            | 133          | 1,41         |             |             |
|                |                      |                |              |              |             |             |
| Inscrits       | Inscrits             | Inscrits       | 15 258       | 100,00       | 15 257      | 100,00      |
| Abstention     | Abstention           | Abstention     | 5 168        | 33,87        | 6 608       | 43,31       |
| Votants        | Votants              | Votants        | 10 090       | 66,13        | 8 649       | 56,69       |
| Blancs et nuls | Blancs et nuls       | Blancs et nuls | 634          | 6,28         | 946         | 10,94       |
| Exprimés       | Exprimés             | Exprimés       | 9 456        | 93,72        | 7 703       | 89,06       |

*sortant

### Canton de Toul-Sud
| Candidats      | Candidats       | Étiquette      | Premier tour | Premier tour | Second tour | Second tour |
| Candidats      | Candidats       | Étiquette      | Voix         | %            | Voix        | %           |
| -------------- | --------------- | -------------- | ------------ | ------------ | ----------- | ----------- |
|                | Aloys Geoffroy* | UDF            | 2 230        | 40,91        | 3 013       | 73,40       |
|                | Alain Orditz    | UDF            | 813          | 14,91        | 1 092       | 26,60       |
|                | Robert Davion   | FN             | 792          | 14,53        |             |             |
|                | Emmanuel Allait | Verts          | 602          | 11,04        |             |             |
|                | Daniel Jacques  | PS             | 536          | 9,83         |             |             |
|                | Thierry Jover   | GE             | 278          | 5,10         |             |             |
|                | Monica Varinot  | PCF            | 200          | 3,67         |             |             |
|                |                 |                |              |              |             |             |
| Inscrits       | Inscrits        | Inscrits       | 8 643        | 100,00       | 8 643       | 100,00      |
| Abstention     | Abstention      | Abstention     | 2 844        | 32,91        | 3 909       | 45,23       |
| Votants        | Votants         | Votants        | 5 799        | 67,09        | 4 734       | 54,77       |
| Blancs et nuls | Blancs et nuls  | Blancs et nuls | 348          | 6,00         | 629         | 13,29       |
| Exprimés       | Exprimés        | Exprimés       | 5 451        | 94,00        | 4 105       | 86,71       |

*sortant

### Canton de Villerupt
| Candidats      | Candidats          | Étiquette      | Premier tour | Premier tour | Second tour | Second tour |
| Candidats      | Candidats          | Étiquette      | Voix         | %            | Voix        | %           |
| -------------- | ------------------ | -------------- | ------------ | ------------ | ----------- | ----------- |
|                | Alain Casoni*      | PCF            | 2 812        | 38,37        | 3 021       | 43,84       |
|                | François Boudot    | UDF            | 1 418        | 19,35        | 2 623       | 38,06       |
|                | René Tosello       | PS             | 1 246        | 17,00        | 1 247       | 18,10       |
|                | Bernadette Parance | Verts          | 636          | 8,68         |             |             |
|                | Jean-Marie Buchert | RPR            | 624          | 8,52         |             |             |
|                | Jacques Marchal    | FN             | 592          | 8,08         |             |             |
|                |                    |                |              |              |             |             |
| Inscrits       | Inscrits           | Inscrits       | 11 773       | 100,00       | 11 773      | 100,00      |
| Abstention     | Abstention         | Abstention     | 4 134        | 35,11        | 4 564       | 38,77       |
| Votants        | Votants            | Votants        | 7 639        | 64,89        | 7 209       | 61,23       |
| Blancs et nuls | Blancs et nuls     | Blancs et nuls | 311          | 4,07         | 318         | 4,41        |
| Exprimés       | Exprimés           | Exprimés       | 7 328        | 95,93        | 6 891       | 95,59       |

*sortant